# Anastácio Cahango
Anastácio Cahango OFMCap (* 3. Juni 1937 in Camabatela, Kreis Ambaca) ist ein angolanischer Geistlicher und emeritierter Weihbischof in Luanda.

## Leben
Anastácio Cahango trat der Ordensgemeinschaft der Kapuziner bei und empfing am 3. Juli 1977 die Priesterweihe.
Papst Johannes Paul II. ernannte ihn am 17. Januar 1998 zum Weihbischof in Luanda und Titularbischof von Thignica. Der Erzbischof von Luanda, Alexandre Kardinal do Nascimento, spendete ihm am 3. Mai desselben Jahres die Bischofsweihe; Mitkonsekratoren waren Aldo Cavalli, Apostolischer Nuntius in São Tomé und Príncipe und Angola, und Pedro Luís Guido Scarpa OFMCap, Bischof von Ndalatando.
Am 26. Oktober 2013 nahm Papst Franziskus seinen altersbedingten Rücktritt an.